# Steve Logan
Steve Deontay Logan (Cleveland, 20 marzo 1980) è un ex cestista statunitense, professionista in Europa e in Sudamerica.

## Carriera
Argento ai Mondiali Under-19 in Portogallo nel 1999, dopo la carriera universitaria di quattro anni a Cincinnati è selezionato al secondo giro del Draft NBA 2002.
La sua carriera professionistica si svolge fra Stati Uniti, Turchia, Grecia, Portogallo, Polonia ed Israele.

## Palmarès
- NCAA AP All-America First Team (2002)